# ديفل كينغز
ديفل كينغز (بالإنجليزية: Devil Kings) (باليابانية: 戦国BASARA) ، هي لعبة فيديو من نوع حروب الزمن الإقطاعي، أنتجها شركة كابكوم عام 2005م، وتعمل حصرياً على بلاي ستيشن 2 ، وفي تاريخ 30 أغسطس 2012م، قامت شركة كابكوم بإعادة إصدار اللعبة على النظام الشتغيلي لبلاي ستيشن 3.

## وصلات خارجية
- (باليابانية) Official Sengoku Basara website نسخة محفوظة 26 يناير 2021 على موقع واي باك مشين.
- ديفل كينغز على موبي غيمز